# Yabbra-Nationalpark
Der Yabbra-Nationalpark ist ein Nationalpark im Nordosten des australischen Bundesstaates New South Wales, 598 km nördlich von Sydney, 65 km nordöstlich von Tenterfield und 80 km nordwestlich von Lismore.
Der Park zwischen dem Richmond-Range-Nationalpark im Osten, dem Cataract-Nationalpark im Südwesten, dem Tooloom-Nationalpark im Norden und dem Toonumbar-Nationalpark im Nordosten umfasst große Gebiete subtropischen Regenwaldes. Im Norden und in der Mitte findet sich auch feuchter und trockener Hartlaubwald. Südlich des Parks verläuft der Clarence River.